# Eldorado (musikprogram)
 For alternative betydninger, se Eldorado (flertydig). (Se også artikler, som begynder med Eldorado)
Eldorado var et populært tv-program, der blev sendt på DR fra 1983-85. I dag sendes programmet i en radioudgave lørdag eftermiddag fra klokken 16:03 til 18:00 på P5. I programmet bliver der spillet ældre musik, især hits fra 1980'erne. Jørgen de Mylius har været vært for både tv-udgaven og radioudgaven af Eldorado.
“Eldorado” signaturen og jinglerne blev produceret i samarbejde med Tommy Seebach.
I 2009 blev der udsendt et Eldorado-album med 3 cd'er, indeholdende sange fra tv-udgaven, som lytterne spørger mest efter. Denne udgivelse blev i 2010 fulgt op af et Eldorado 2-album og et Eldorado jul-album. I 2015 udkom det sidste album, Eldorado 7.